# Шаймуратов генерал
«Шаймуратов генерал» (баш. Шайморатов генерал) — патриотическая песня, написанная в годы Великой Отечественной войны на стихи Кадыра Даяна и музыку Загира Исмагилова. Исполняется в праздничных мероприятиях, посвященных Дню Победы в Башкортостане.

## История
Впервые исполнена годы Великой Отечественной войны в марте 1942 года Габдрахманом Хабибуллиным. Названа в честь Генерала Шайморатова, командира 112-й Башкирской кавалерийской дивизии.
Из оригинального варианта 1942 года впоследствии исключены упоминания, отождествляемой с башкирской идентичностью: Агидели (образно: Волга русская река, Агидель башкирская) и башкир как сыновей Урала на более нейтральные:
- Урал вырастил мужественных сыновей своих — башкир (баш. Башҡорт тигән ир намыҫлы улдар үҫтергән Урал) → Жизнь свою не жалеют для Родины сыновья твои, Урал (баш. Ватан өсөн йән ҡыҙғанмай һинең улдарың, Урал).
- Пил воды Агидели в Тугае[5] проводил дни (баш. Ағиҙелдең һыуын эскән, туғайында көн иткән)→Шаймуратов на поле битвы превратил врагов в золу (баш. Шайморатов яу ҡырында Дошмандарҙы көл иткән)[6].

С 11 октября 2022 года ровно в 12 часов из курантов на Советской площади в Уфе звучит мелодия из песни «Шаймуратов генерал».
Песня в репертуаре Габдрахмана Хабибуллина, этногруппы ARGYMAK, Артура Туктагулова, Элвина Грея, Ильфака Смакова и других.